# Гарегин II
Гареги́н II (арм. Գարեգին Բ), в миру Ктрич Григо́рьевич Нерсися́н (Կտրիճ Գրիգորի Ներսիսյան; 21 августа 1951, с. Воскеат, Эчмиадзинский район, Армянская ССР, СССР), — 132-й Верховный Патриарх и Католикос всех армян, первоиерарх Армянской Апостольской Церкви c 27 октября 1999 года. Первый со времён Нерсеса V католикос — уроженец территории современной Республики Армения.

## Биография
Родился в селе Воскеат Эчмиадзинского района Армянской ССР. В 1965 году поступил в богословскую семинарию Эчмиадзина, которую закончил в 1971 году, в дальнейшем работал преподавателем в той же семинарии.
В 1970 году был рукоположён в диаконы, а в 1972 году — в сан священника. По указанию Патриарха и Католикоса Вазгена I выехал в Вену для продолжения богословского образования.
В 1975 году по указанию Католикоса Вазгена I выехал в ФРГ, где служил в чине духовного пастыря и продолжал богословское образование в Боннском университете.
В 1975 году продолжил образование в Венском университете.
В 1979 году вернулся в Эчмиадзин, впоследствии выехал в Загорск, где учился в аспирантуре при Московской духовной академии Русской православной церкви.
В марте 1980 года, в годы патриаршества Католикоса всех армян Вазгена I, архиепископ Гарегин Нерсисян был назначен главным викарием Католикоса всех армян, каковым оставался до 4 июля 1999 года.
Рукоположен в епископы 23 октября 1983 года.
27 октября 1999 года, после смерти Католикоса Гарегина I, Национальный Церковный собор (высший орган управления) Армянской Апостольской Церкви избрал архиепископа Гарегина Нерсисяна 132-м Патриархом и Католикосом всех армян.
Как отмечал профессор Института Востока Оксфордского университета Грач Чилингирян, главным инструментом централизации управления церковью при Гарегине II стало введение унифицированных уставов для Армянской церкви по всему миру, вызывавших споры и распри в общинах.

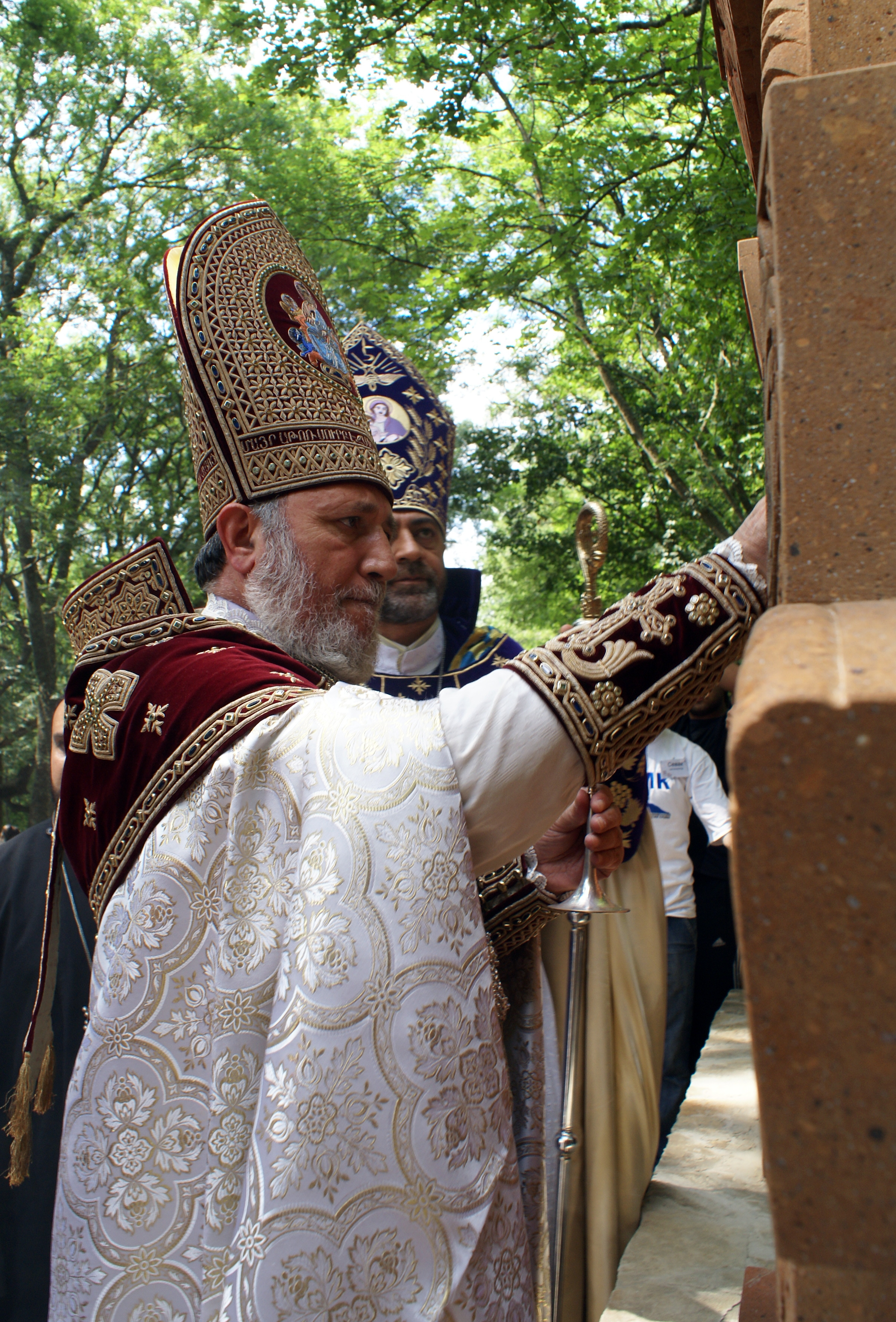
Гарегин II освящает семь хачкаров с буквами названия монастыря Сурб Хач в Крыму 29 июля 2008 года

## Международная и внутриполитическая деятельность
В начале марта 2008 года во время беспорядков и погромов в Ереване, связанных с нежеланием сторонников потерпевшего поражение на президентских выборах Левона Тер-Петросяна признать победу Сержа Саргсяна, Гарегин II пытался выступить с миротворческой миссией и повлиять на позицию Тер-Петросяна, но потерпел неудачу.
В начале мая 2008 года, находясь с визитом в Ватикане по приглашению главы Римско-Католической церкви Бенедикта XVI, призвал все страны мира признать геноцид армян 1915 года в Османской империи.

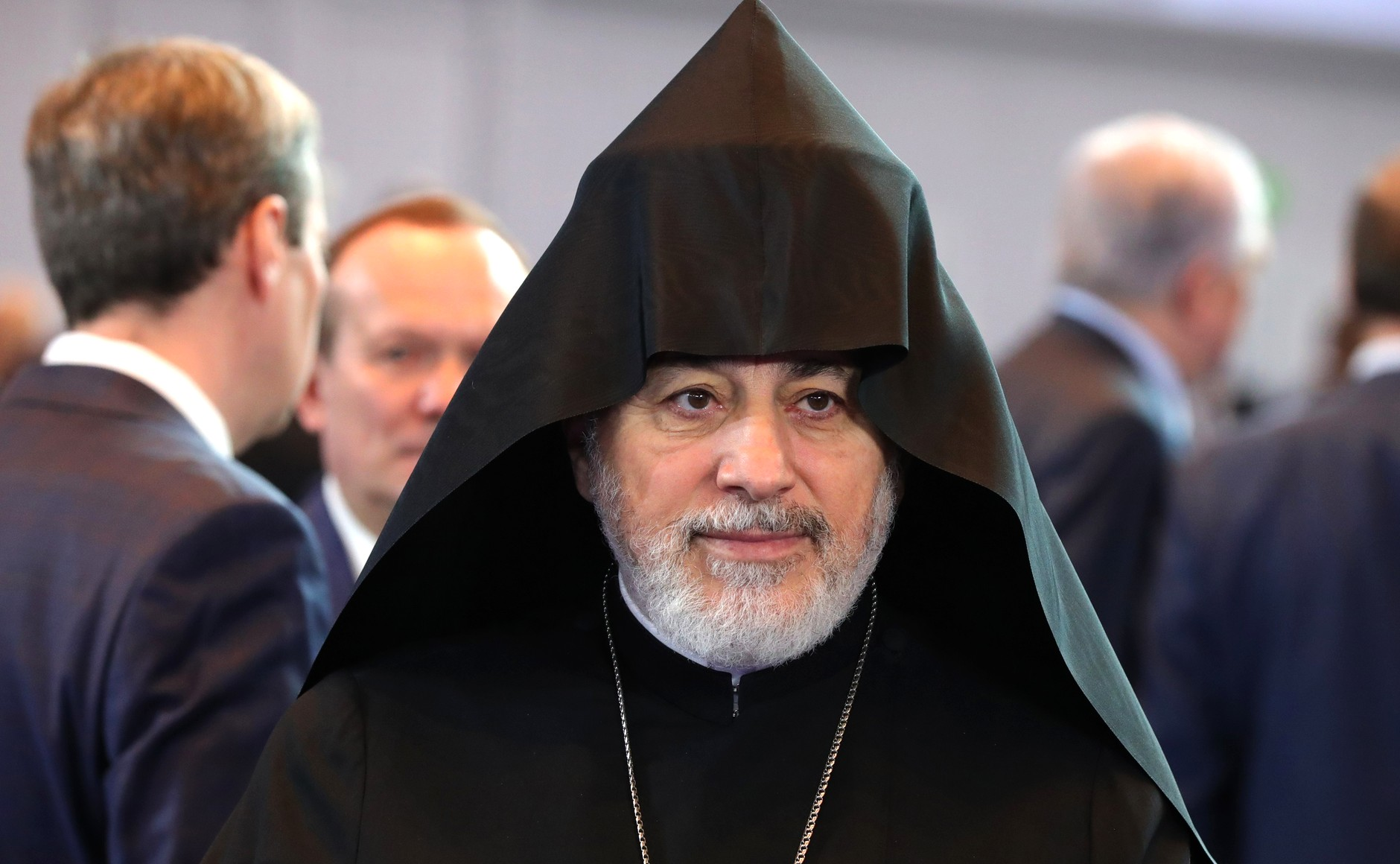
Младший брат Католикоса всех армян Езрас на Послании Президента РФ Федеральному Собранию в 2021 году

23 августа 2013 г. Гарегин II обратился с официальным письмом к Шейх-уль-Исламу Аллахшукюру Пашазаде с просьбой оказать содействие в освобождении и возвращении на родину пленённого в Азербайджане армянского солдата Акопа Инджигуляна, после чего Пашазаде встретился с пленным, однако тот не был выдан армянской стороне.
С 4 ноября 2013 по 2022 являлся Председателем древневосточного отделения Всемирного совета церквей (ВСЦ) (ВСЦ разделён на 8 отделений).
Премьер-министр Армении Никол Пашинян начал обвинять католикоса всех армян Гарегина II в нарушении обета безбрачия с 29 мая 2025 года. Тогда, во время заседания правительства, он выразил недовольство состоянием армянских храмов, назвав их «захламленными» и сравнив с «чуланами» . 9 июня Пашинян опубликовал в Facebook пост, в котором прямо обвинил Гарегина II в нарушении обета безбрачия, заявив, что у католикоса есть ребенок, и пообещал предоставить доказательства в случае необходимости. Он подчеркнул, что согласно каноническому праву Армянской Апостольской Церкви, Гарегин II не мог быть избран католикосом и должен покинуть патриаршие покои. В ответ Высший церковный совет ААЦ осудил действия Пашиняна, назвав их «позорной антицерковной кампанией», которая угрожает гражданскому миру и единству Армении. Совет также заявил, что премьер-министр нарушает конституционный принцип отделения церкви от государства. На фоне этого конфликта Пашинян инициировал создание координационной группы для смещения Гарегина II и избрания нового католикоса, чье поведение будет проверено перед выборами. Он также предложил изменить порядок избрания главы Церкви, чтобы государство имело решающий голос на выборах, а кандидаты проходили бы проверку на «этику».

## Награды и звания
- Орден Святого Месропа Маштоца (30 октября 2009 года) — за исключительный вклад в сохранение и развитие национальных и духовных ценностей[13][14]
- Орден Почёта (16 сентября 2015 года) — за исключительный вклад в сохранение, развитие и распространение национальных и духовных ценностей[15]
- Орден Почёта (4 ноября 2022 года, Россия) — за большой вклад в развитие культурно-гуманитарных связей между Россией и Арменией[16]
- Орден Дружбы (7 августа 2006 года, Россия) — за большой вклад в развитие и укрепление российско-армянских дружественных отношений[2][17]

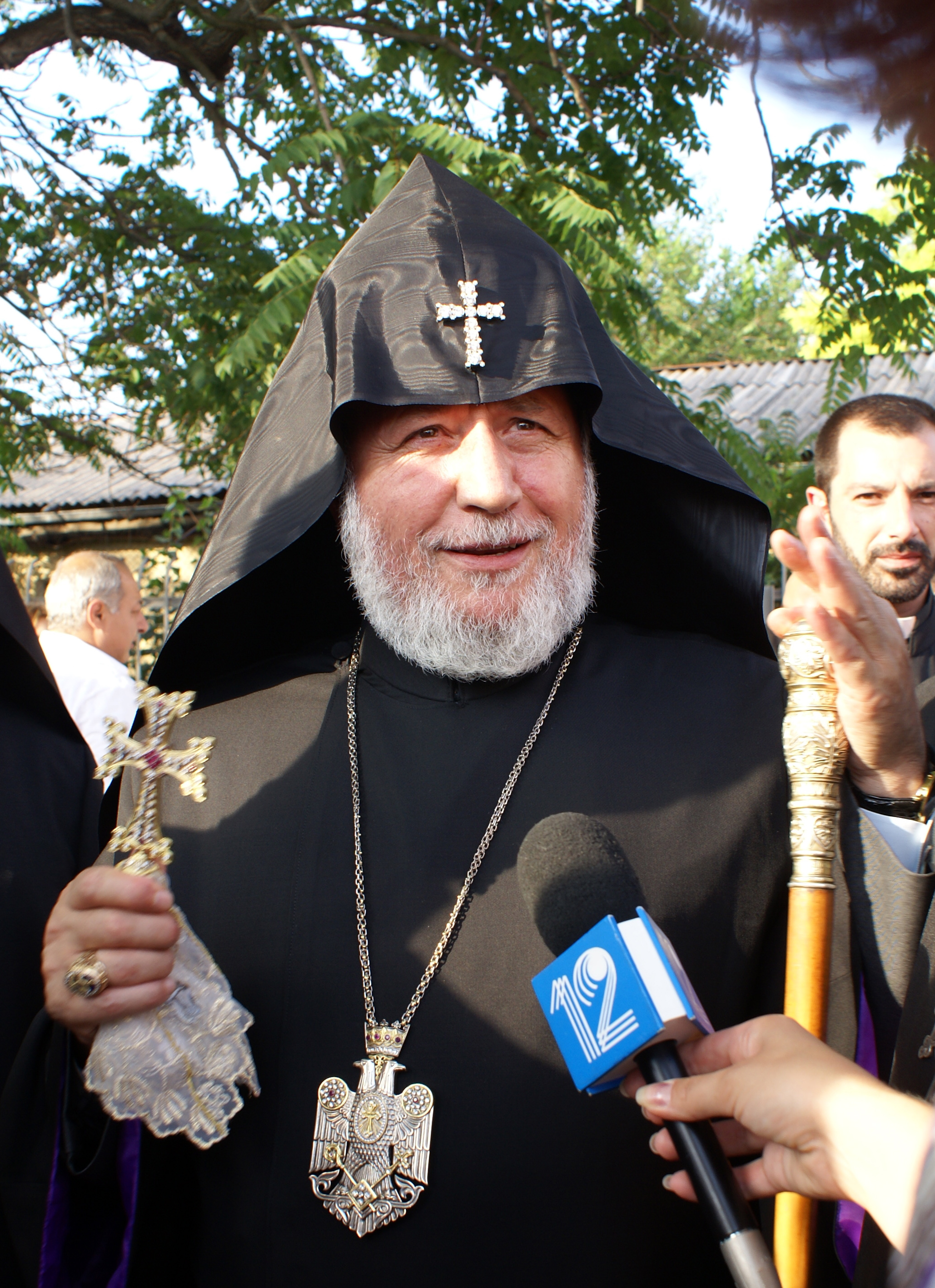
Гарегин II после освящения закладного камня на месте строительства церкви в Симферополе 28 июля 2008 года

- Орден князя Ярослава Мудрого V степени (2 октября 2001 года, Украина) — за значительный личный вклад в развитие армяно-украинских духовных связей, укрепление межцерковных отношений[18][19]
- Командор ордена Почётного легиона (2001, Франция)[20]
- Кавалер Большого креста ордена звезды Румынии (2000, Румыния)
- Медаль «Вифлеем-2000» (Палестинская национальная администрация, 2000)[21].
- Орден святого апостола Андрея Первозванного с алмазной звездой (РПЦ, 2004) — за выдающийся вклад в развитие братских взаимоотношений между Русской Православной и Армянской Апостольской Церквями[22][23]
- Орден Святителя Алексия, митрополита Московского I степени (РПЦ, 2025) — в честь 25-летия интронизации Армянского патриарха[24]
- Почётный доктор Ереванского государственного университета (2004)[25]
- Почётный член Национальной академии наук Республики Армения.
- Почётный доктор Арцахского государственного университета.
- Лауреат премии Международного Фонда единства православных народов «За выдающуюся деятельность по укреплению единства православных народов. За утверждение и продвижение христианских ценностей в жизни общества» имени Святейшего Патриарха Алексия II за 2009 год (21 января 2010 года)[26].
- Орден святой Анны I степени (2011 год, Российский императорский дом)[27]
- Орден Союза армян Украины имени Григора Лусаворича (16 марта 2018 года)[28]
- «Золотой крест» Союза армян России — за выдающийся вклад в укрепление братской дружбы между Армянской Апостольской Церковью и Русской Православной Церковью[29]